# Четверть силиквы
Четверть (1⁄4) силиквы — римская серебряная монета, равнявшаяся 1/96 солида.
Наименьший известный серебряный номинал периода домината, чеканившийся в Константинополе при восточноримском императоре Льве I (457—474 гг). Аверс — бюст Льва I в жемчужной диадеме, повёрнутый вправо, легенда: DN LEO PERPET AVG (значение — см. силиква). Реверс — SAL REI PPI в лавровом венке, внизу: CONS* (Константинопольский монетный двор)